# Självavläggare

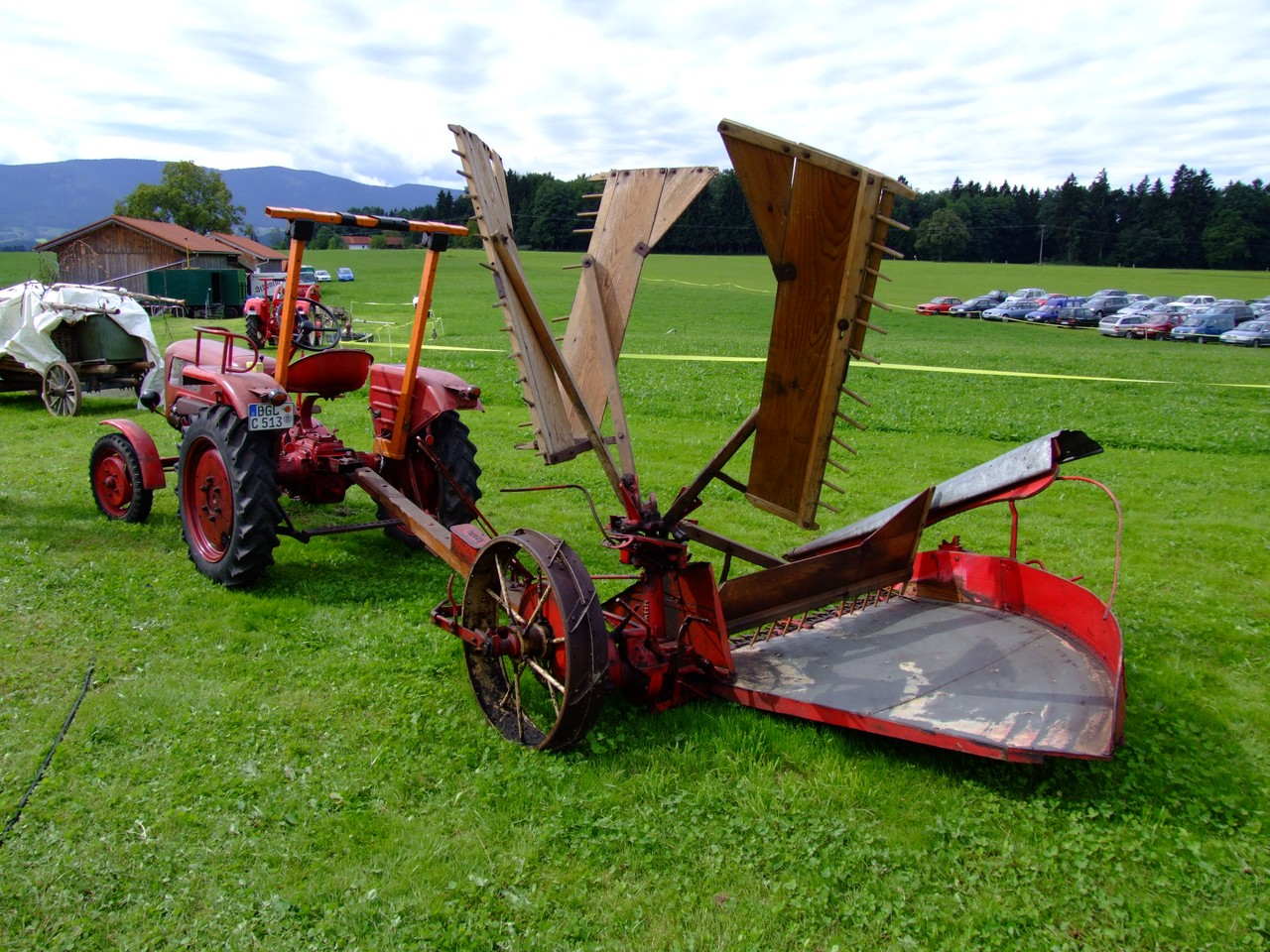
Självavläggare med fyra räfsvingar spänd bakom en traktor. Den avklippta säden samlas upp på avläggarbordet och räfsorna portionerar ut den i högar av lämplig storlek. Högarnas storlek kan regleras genom inställningar av räfsapparaten, vilken drivs av en utväxlingsanordning förbunden med körhjulet. Räfsornas funktion är också att föra in säden mot saxarna i avläggarbordets framkant.

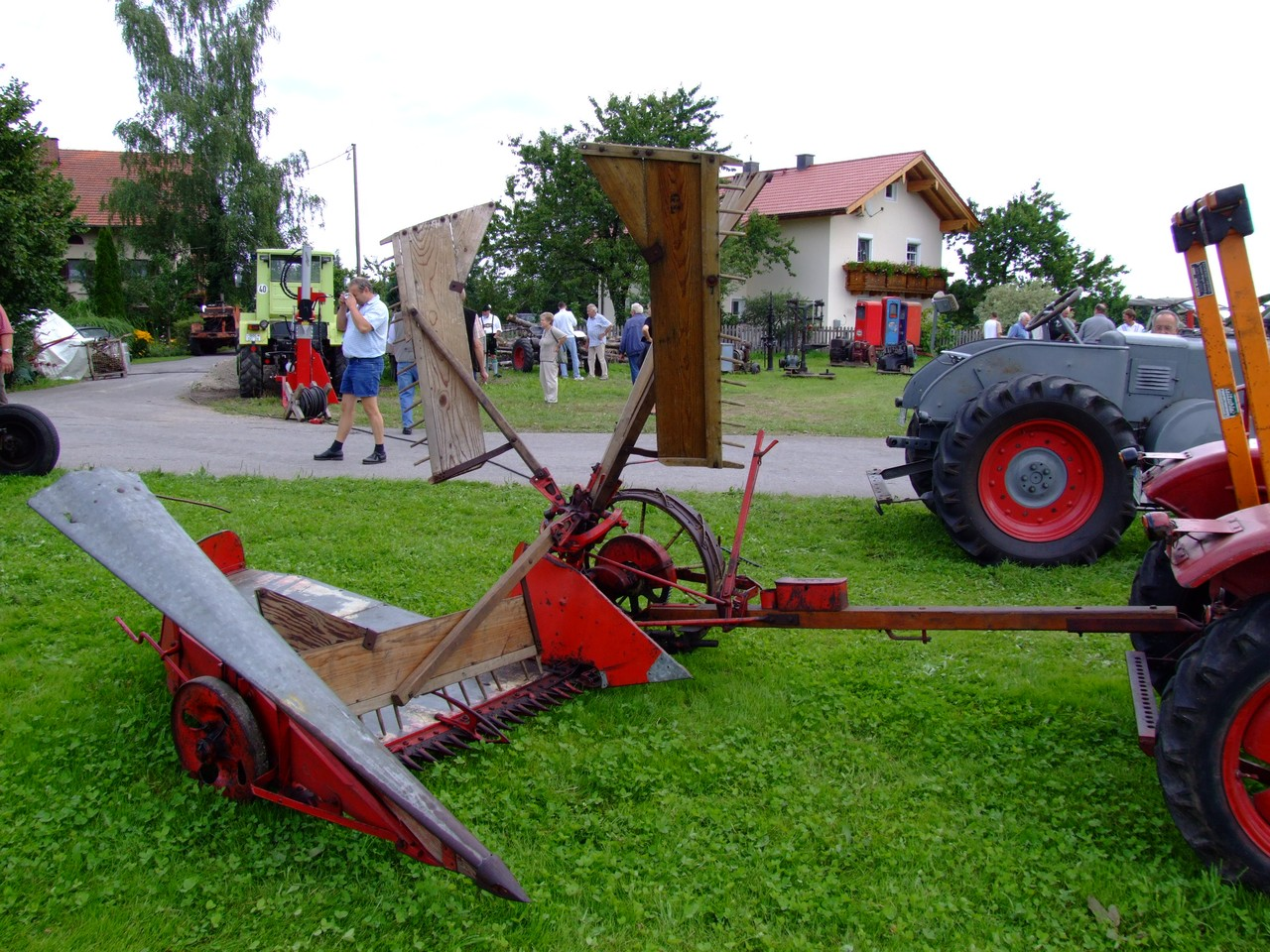
Notera den skeva ringen runt den vertikala axeln som gör att räfsorna, som är fästa med en led mot axeln, lyfts och sänks.

Självavläggare är en enkel och tidig variant av slåttermaskin. Till skillnad från den något senare utvecklade självbindaren lägger självavläggaren stråna löst på marken (utan att binda ihop dem till kärvar, vilket alltså fick göras manuellt efteråt). Självavläggaren samlar dock med en räfsapparat ihop säden till en liten hög avpassad till kärvens önskade storlek.

## Utveckling
Självavläggaren utvecklades från tidigare enklare slåttermaskiner från 1849 och framåt, med det kanske viktigaste patentet 1856 då Owen Dorsey introducerade systemet med roterande räfsor som höjdes och sänktes och som sedan kom att bli dominerande. Dorseys lösning var dock med en lutande axel, vilken senare ersattes av en vertikal axel med ledade räfsor och en skev ring som lyfte dessa (vilket patenterades av Samuel Johnston 1865.).

## Galleri

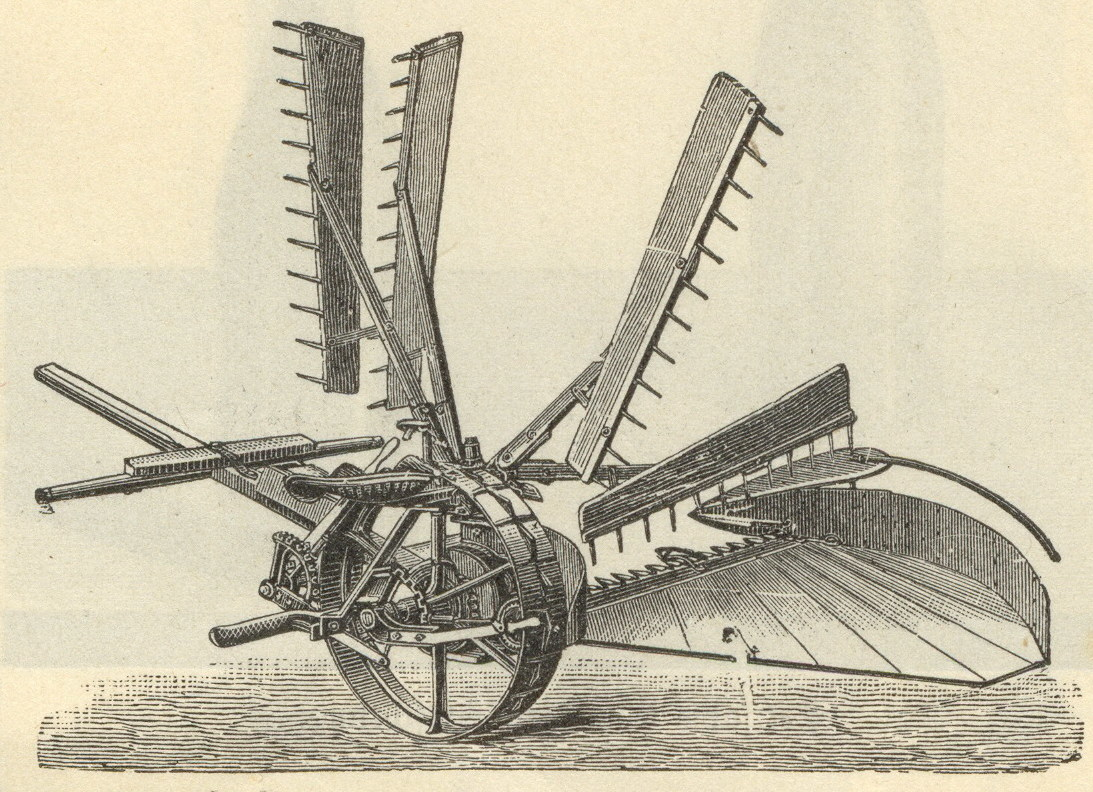
Självavläggare med det fällbara avläggarbordet nerfällt...
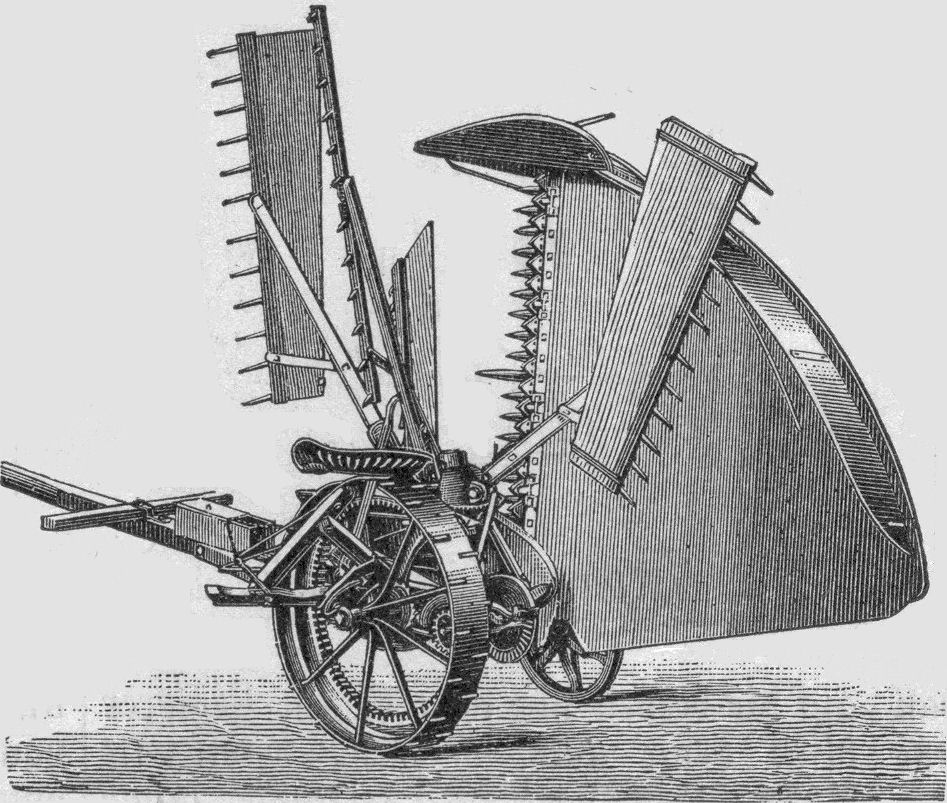
...och uppfällt. Notera saxarna i dess framkant.
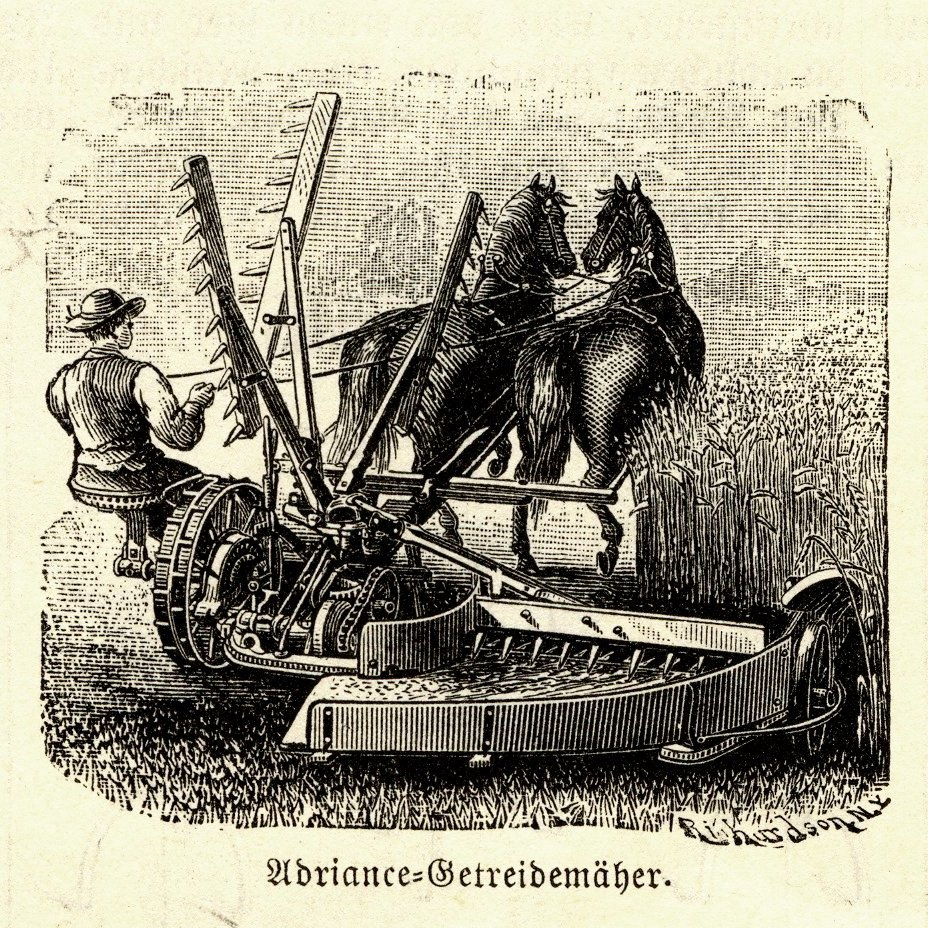
En hästdragen självavläggare i arbete. Notera räfsapparatens drivanordning.
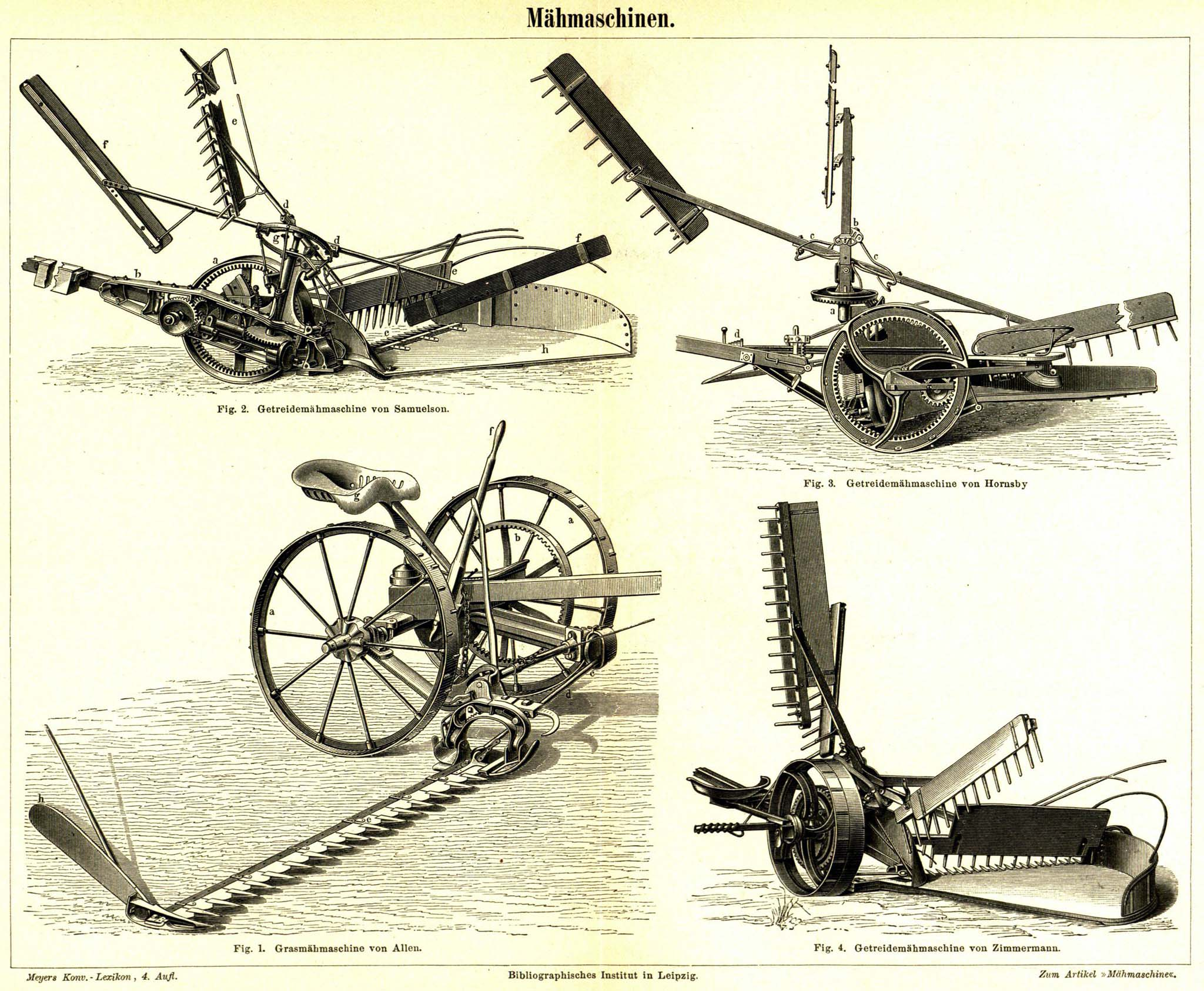
Tre självavläggare och, nederst till vänster, en "primitiv" slåttermaskin utan avläggarbord och räfsapparat.
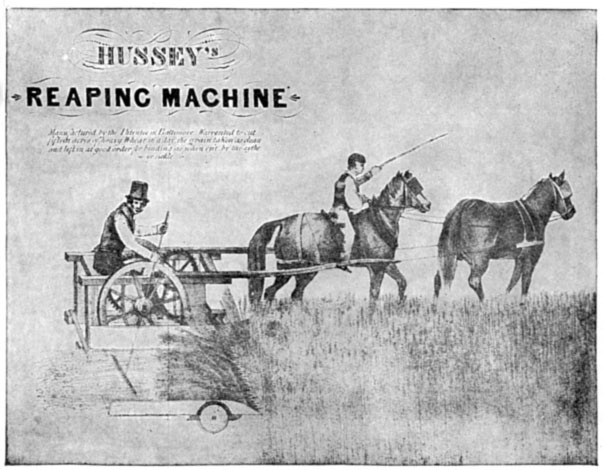
Slåttermaskin från 1830-talet. Med avläggarbord, men räfsandet sköts manuellt.
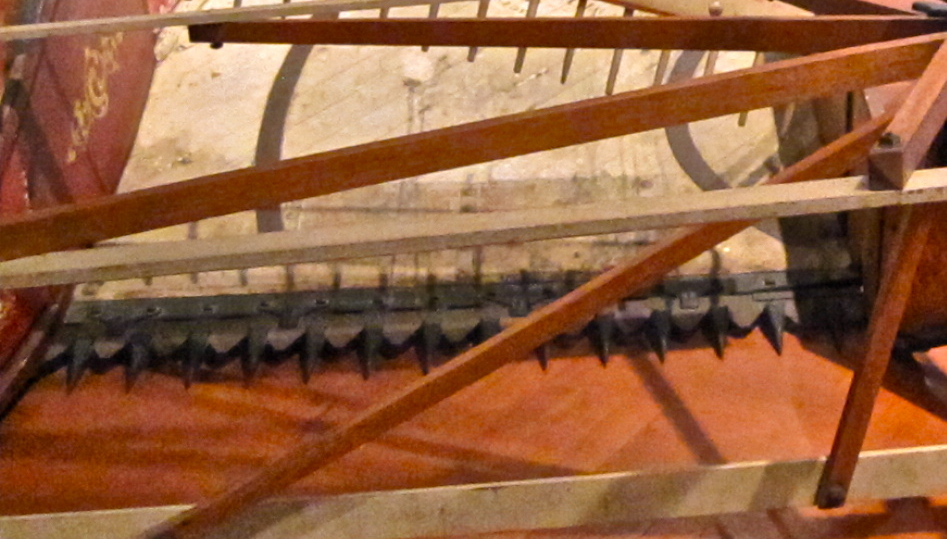
En Triumph självavläggare (1875) med en horisontell haspel med fyra "kammar" som för in säden mot saxarna. Den avklippta säden hamnar på avläggarbordet, varefter en räfsa med lämpliga intervall sveper av dem från detta.
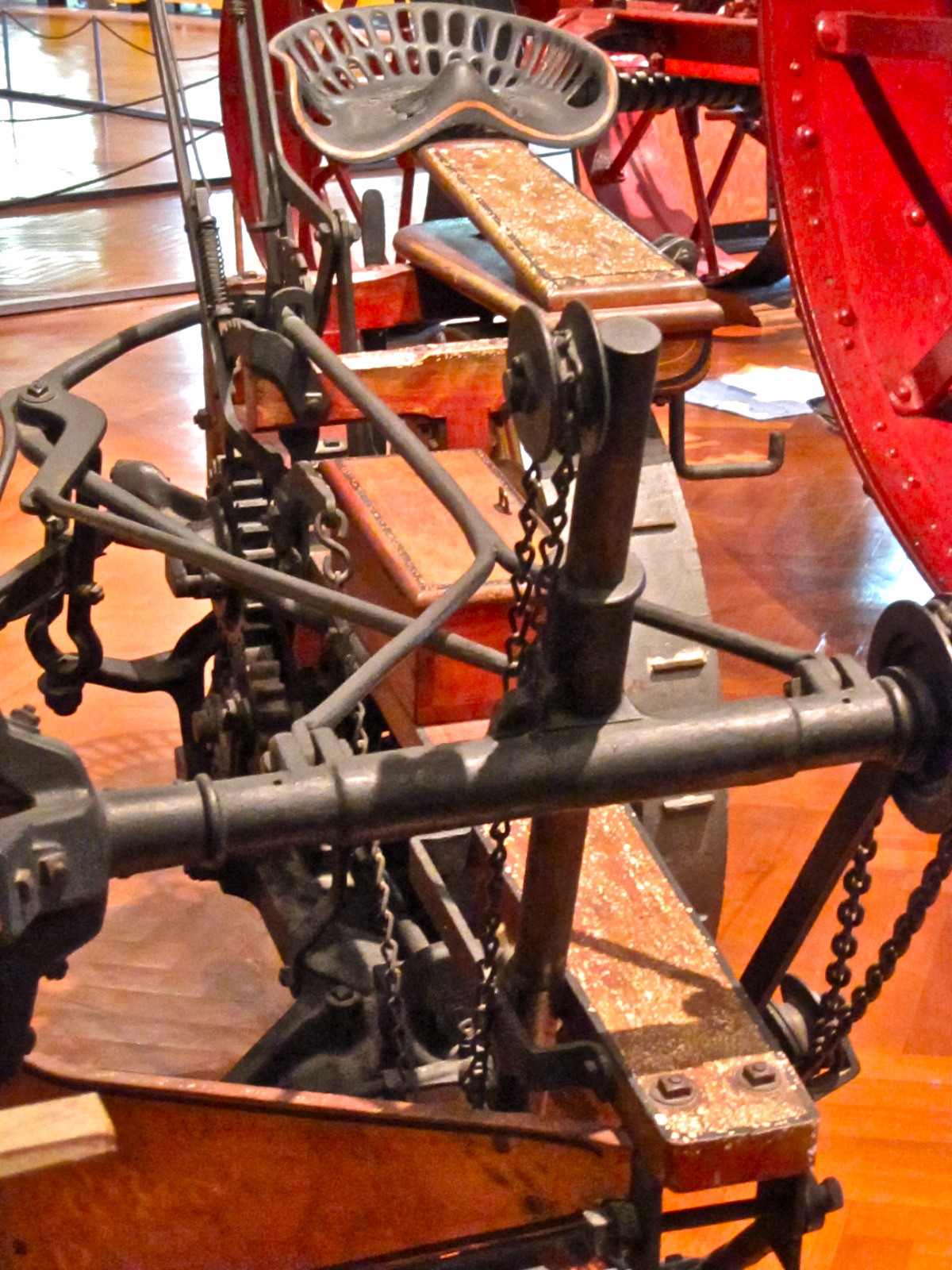
Närbild av utväxlingsanordningen som driver haspeln, räfsan och saxarna.
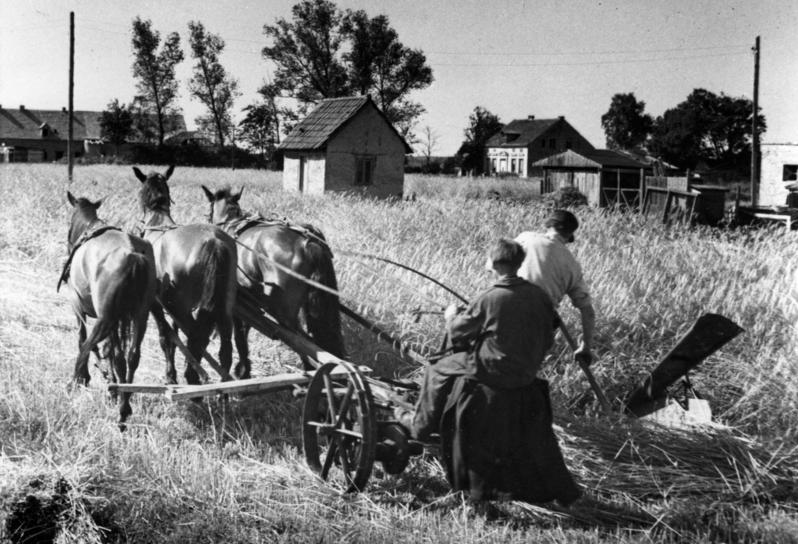
Slåttermaskin med "räfsapparat" bestående av dräng med räfsa. Oranienburg 1949.
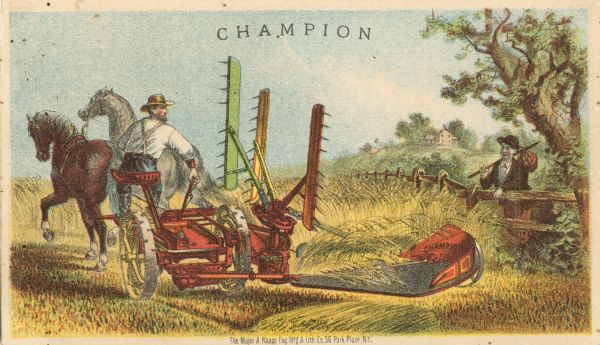
Hästdragen självavläggare. Cirka 1875.